# Tour de Melagrana
La Tour de Melagrana (en italien : Torre di Melagrana), est une ancienne tour de guet militaire qui se dresse sur le versant ouest de la chaîne de montagnes de Calvana (it) dans la commune de Vaiano dans la province de Prato en Toscane.

## Historique
Elle est l'une des quatre fortifications protégeant la Via delle Rocche reliant Montemurlo au Val di Bisenzio (it).
Sa fonction militaire a été de courte durée. En ruines, le bâtiment restant mesure 8 m de haut.